# Monkeyshines
Monkeyshines, anche conosciuto come Monkeyshines, No. 1, è un cortometraggio del 1889, o secondo altre fonti, del 1890, realizzato da William Dickson e da William Heise durante la loro attività di ricerca nei laboratori della Edison; è il primo esempio di immagine in movimento e viene ritenuto in assoluto il primo film girato negli Stati Uniti d'America.

## Storia
William Dickson e William Heise realizzarono questo primo esperimento per testare il kinetoscopio dei laboratori Edison, precursore del successivo proiettore cinematografico; Dickson e i suoi assistenti sperimentrono l'utilizzo di strisce di pellicola flessibile contenenti una serie di immagini consecutive che si avvolgevano intorno ad un tamburo. La prima sequenza, poi nota come ''Monkeyshines n. 1'', durava pochi secondi. Nello stesso laboratorio ne vennero realizzati altri due, Monkeyshines 2 e Monkeyshines 3, sempre di pochi secondi.
Questi primi esperimenti sono caratterizzati da una visuale opaca di una figura umana, ma le tecnologie sviluppate per questi film saranno poi alla base della costruzione dei moderni apparecchi di fotografia.
Secondo gli studiosi di cinema, non è sicuro che Monkeyshines sia stato filmato nel 1889, poiché le date di produzione sono anacronistiche: alcune segnano il giugno 1889 con John Ott protagonista, e altre date indicano il periodo il 21 e il 27 novembre 1890 con la partecipazione di Giuseppe Sacco Albanese.